# 福沙匹坦
福沙匹坦（Fosaprepitant）是一種肿瘤辅助用药，用于肿瘤治疗过程中，化疗的辅助用药，防止化疗引起的恶心、呕吐。化学特征為阿瑞匹坦的磷酸酯前药。在美国的商品名为Emend，在欧洲的商品名为Ivmend。福沙匹坦是由默克公司开发上市的药物，美国食品药品监督管理局（FDA）在2008年1月25日批准其上市，同年1月11日，欧洲药物管理局（EMA）批准其上市销售。